# Asplenium oroupouchense
Asplenium oroupouchense är en svartbräkenväxtart som beskrevs av Preston. Asplenium oroupouchense ingår i släktet Asplenium och familjen Aspleniaceae. Inga underarter finns listade.